# Edguy
Edguy je německá hardrocková hudební skupina založená v roce 1992 ve městě Fulda zpěvákem a baskytaristou Tobiasem Sammetem, kytaristy Jensem Ludwigem a Dirkem Sauerem a Dominikem Storchem, který obsadil post bubeníka. Za svou 33letou kariéru vydala 10 studiových alb, kterých se prodalo přes 2 000 000 kusů a se kterými se umístila na vysokých pozicích v evropských hitparádách. V rámci propagačních turné skupina vystupuje na koncertech téměř po celém světě a od roku 1998, kdy byli do kapely přijati baskytarista Tobias Exxel a bubeník Felix Bohnke, působí bez přerušení činnosti ve stejné sestavě.
Hudební styl skupiny byl původně označován jako speed metal a power metal, od alba Mandrake (2001) se Edguy začali přibližovat spíše k hard rocku a rocku a tento posun byl dovršen na albu Rocket Ride (2006). Velký vliv na tom měla spolupráce s jejich současným producentem Saschou Paethem. Zpěvák Sammet na prvních albech skupiny často zpíval v extrémních výškách, po domluvě s Paethem ale tento styl omezil. Texty, jejichž autorem je především Sammet, jsou obvykle myšleny vážně, mají ovšem většinou humorný podtext a často také spousty vtipných a sarkastických vsuvek.

## Historie

### Založení a smlouva sAFM Records (1992–1997)

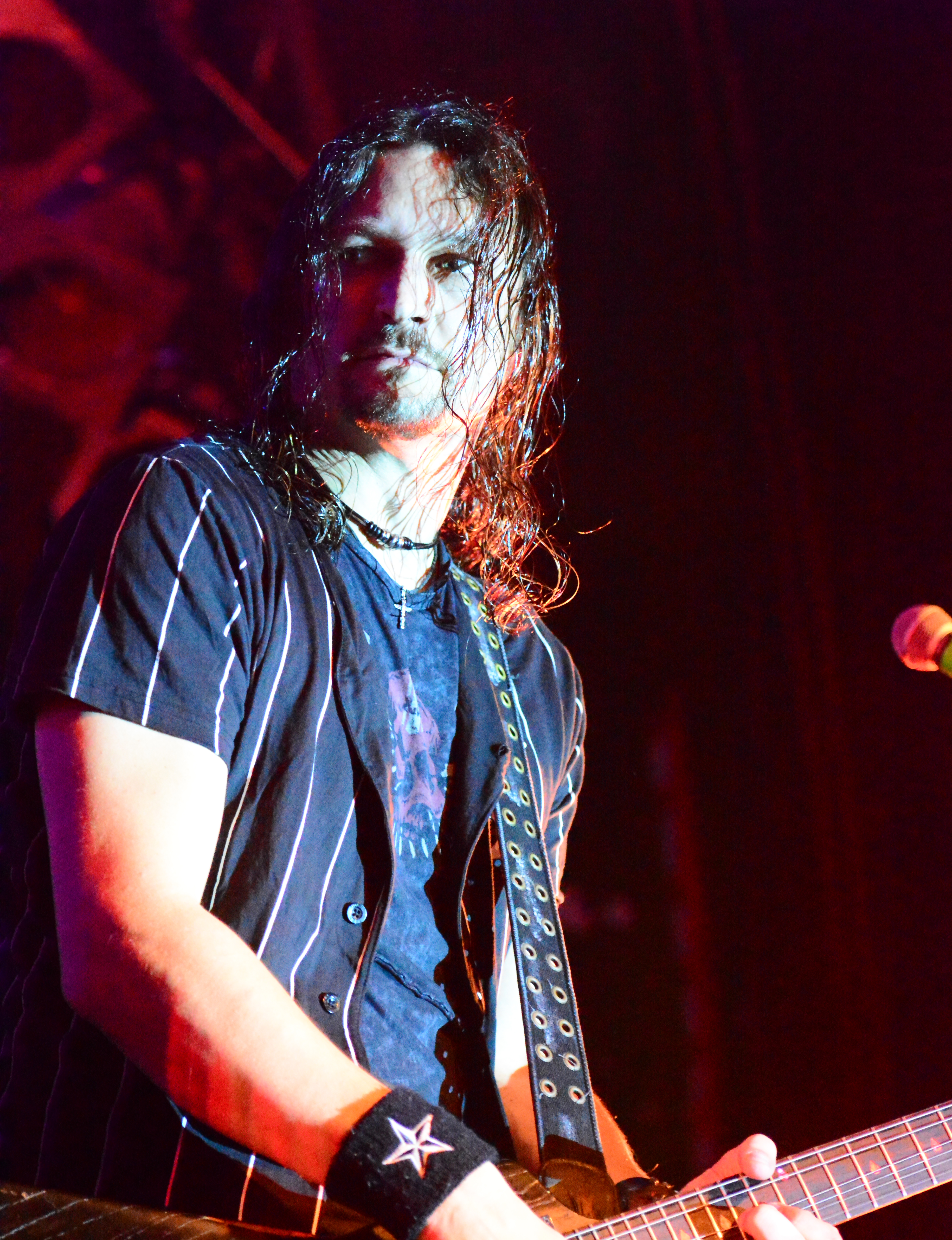
Jens Ludwig v roce 2014

Hudební skupinu Edguy založil v únoru roku 1992 tehdy čtrnáctiletý baskytarista Tobias Sammet se svými spolužáky kytaristy Jensem Ludwigem a Dirkem Sauerem a Dominikem Storchem. Storch obsadil post bubeníka, přestože na bicí do té doby nehrál, naučil se na ně až kvůli kapele. Pojmenovali ji po přezdívce Edgara Zimmerera, jejich učitele matematiky. Zpěvu se ujal Tobias Sammet, jelikož Storch zpívat nechtěl a pro Ludwiga a Stauera tehdy bylo nemožné hrát na kytaru a zároveň zpívat. První koncert odehráli v červnu téhož roku ve vesnici poblíž jejich rodného města Falun. Setlist se tehdy skládal jak z coververzí některých známých písní, tak z vlastních písniček. V roce 1994 Edguy natočili dvě demo alba Evil Minded a Children of Steel, která rozeslali nahrávacím společnostem. Následně o rok později natočili na své náklady album Savage Poetry. Během cesty na setkání s novináři, kde mu chtěli udělat reklamu, se členové skupiny na vlakovém nádraží potkali s ředitelem vydavatelství AFM Records. S ním se poté domluvili na podepsání smlouvy.
V roce 1997 vyšla deska Kingdom of Madness, která je i přes dřívější vydání Savage Poetry považována za oficiální debutové album skupiny. Na Kingdom of Madness se objevilo celkem devět vlastních skladeb skupiny, které převážně složil Tobias Sammet a Jens Ludwig. Celé nahrávání alba podle Sammeta provázela „otřesná produkce“. Členové skupiny tehdy nevěděli, „jak se nahrává album a jak to funguje ve studiu.“ Ludwig o práci ve studiu řekl, že kapela naletěla zvukaři, který toho „více nažvanil, než udělal“. Deska skupině podle Sammeta ukázala, „že na sobě musí dřít a že je nutné se obrátit na lidi, kteří jim budou rozumět.“ Horst Odermatt, pořadatel německého festivalu Bang Your Head!!!, kapele po poslechnutí desky předpověděl nulovou budoucnost. Deska ovšem podle Davida Havleny, redaktora magazínu Spark, ukázala, že „v Edguy třímá velký potenciál“.

### Průlom na evropské scéně (1998–2000)
Po zkušenostech s nahráváním alba Kingdom of Madness se Edguy obrátili na Tima Tolkkiho, který je vzal do svého finského studia Finnvox Studios, kde nahráli desku Vain Glory Opera. Pár dní před vstupem do studia skupinu kvůli škole opustil bubeník Dominik Storch a jako dočasná studiová náhrada byl vybrán Sammetův přítel Frank Lindenthal. Na desce se také jako host v jedné písni pěvecky podílel zpěvák Hansi Kürsch ze skupiny Blind Guardian. Vain Glory Opera bylo kladně přijato hudebními kritiky a během pár týdnů se ho v Evropě a Japonsku prodalo přes 50 000 kusů. Dle Ludwiga bylo pro skupinu album průlomové a Edguy se v rámci jeho podpory vydali na evropské turné jako předkapela skupiny Iron Savior. Tohoto turné se jako nový bubeník zúčastnil Felix Bohnke, na kterého dostala skupina kontakt od svého vydavatelství. Sammet se zároveň po vydání Vain Glory Opera rozhodl soustředit pouze na zpěv, a tak byl do skupiny přijat baskytarista Tobias Exxel. Sammet o Vain Glory Opera později prohlásil, že je mnohem lepší než následující album Theater of Salvation.
To vyšlo v roce 1999 a jedná se o nahrávku hranou v nejrychlejším tempu v dosavadní historii Edguy. Stejně jako u předchozích alb, i zde většinu písní složil Sammet s občasnou pomocí Ludwiga. Právě podle Sammetových slov byli Edguy „zaslepení touhou stvořit megalomanskou desku a díky tomu je album přeprodukované a nezní přirozeně.“ I přesto ovšem album získalo kladná hodnocení a některými kritiky je považováno za jedno z nejlepších alb v historii Edguy. V rámci podpory desky vyrazila skupina na turné s kapelami jako jsou Gamma Ray, HammerFall nebo Angra. Kvůli velkému množství času stráveném na turné se členové skupiny museli rozhodnout, co chtějí v životě dělat, a stali se z nich hudebníci na plný úvazek. V tomto roce začal Sammet také pracovat na svém vedlejším projektu metalové opery Avantasia.
Další studiovou deskou bylo opětovné nahrání již v roce 1995 uveřejněného dema Savage Poetry. Deska pod upraveným názvem The Savage Poetry vyšla v roce 2000. K tomuto kroku skupina přistoupila proto, že se původních pouze 900 vydaných kusů dema prodávalo za velké ceny na aukční síni eBay. Vydavatelství původně plánovalo vydání pouze reedice, jenže podle Ludwiga v té době „zněli Edguy úplně jinak, než v roce 1995“, takže by album „nereflektovalo aktuální podobu kapely“. Podle kytaristy Dirka Sauera ovšem novým verzím písní moderní produkce uškodila a deska tak ztratila určitý náboj.

### První samostatné turné a smlouva sNuclear Blast (2001–2003)
Dalším velkým milníkem a podle Sammeta zlomovým albem v historii kapely se stala v roce 2001 vydaná deska Mandrake. Ludwig o ní řekl, že skupina měla po desce Theater of Salvation pocit, že „power metal se rychlostí a bombastičností už nemá kam dál posunout“. Právě z toho důvodu se Edguy zčásti vrátili ke svým rockovým kořenům a skladby zněly více hardrockověji. Ke skupině se také začala obracet mediální pozornost a Sammet byl srovnáván s Brucem Dickinsonem, zpěvákem Iron Maiden. V rámci podpory Mandrake Edguy vyrazili na své první samostatné turné, během kterého kromě Evropy vystupovali také v Americe, Japonsku, Rusku a Austrálii. Během evropské části turné bylo zároveň nahráno první oficiální koncertní album skupiny. To vyšlo v roce 2003 pod názvem Burning Down the Opera.
Ke konci roku 2003 podepsali Edguy smlouvu s německým hudebním vydavatelstvím Nuclear Blast a zároveň oznámili, že na příští rok plánují vydat extended play a poté také další studiovou desku Hellfire Club.

### Začátek spolupráce se Saschou Paethem (2004–2005)

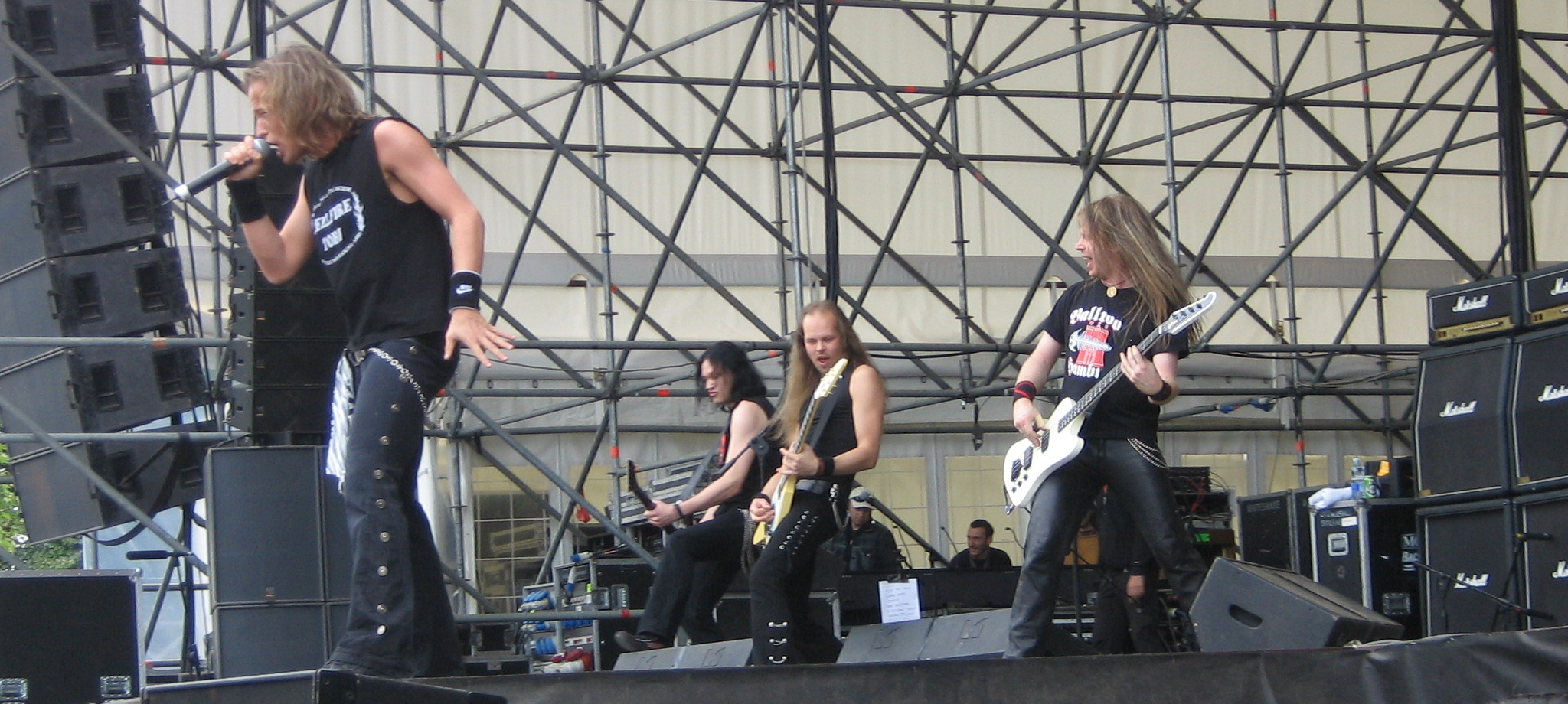
Edguy na festivalu Gods of Metal Festival v roce 2006

V roce 2004 skupina vydala extended play King of Fools a následně také studiové album Hellfire Club. King of Fools se prodával s mnohem větším úspěchem, než kapela předpokládala, a umístil se v německém žebříčku mezi 40 nejlepšími singly. Hellfire Club původně plánovali členové skupiny nahrávat sami, nakonec se ale rozhodli svěřit zvuk bicích a baskytary někomu zkušenějšímu. Vybrán byl producent Sascha Paeth, který má dle Ludwiga na výsledku desky značný podíl. Od Paetha zároveň dostali Edguy kontakt na Michaela Rodenberga, jenž se postaral o notové zápisy živého symfonického orchestru, se kterým Edguy album nahrávali. Deska Hellfire Club byla, stejně jako předchozí nahrávky, smíchána ve Finsku. Zvukový technik Mikko Kamila ji ovšem od skupiny obdržel pozdě a neměl tolik času na konečný mix, a proto zní podle Sammeta hardrockové písně stejně jako metalové. Díky tomu se Edguy rozhodli, že u dalších nahrávek chtějí ohledně mixu alba spolupracovat s někým v Německu.
Název desky odkazuje k tajné chatě v Anglii v 18. století, která se jmenovala právě Hellfire Club. V ní se podle Sammeta scházeli muži z vysokých společenských vrstev a společně zde pili, hodovali a provozovali orgie. Album se umístilo na čtvrté pozici v německé hitparádě Media Control Charts. V rámci jeho propagace se Edguy vydali na turné, během kterého vystupovali po celém světě. Na něm natočili své první DVD, které nazvali Superheroes a vydali ho v září roku 2005. Zároveň s ním byl vydán také stejnojmenný extended play Superheroes. Ten se umístil na desáté pozici ve švédské hitparádě Sverigetopplistan a na dvacáté páté v německé.

### Rocket RideaTinnitus Sanctus(2006–2010)

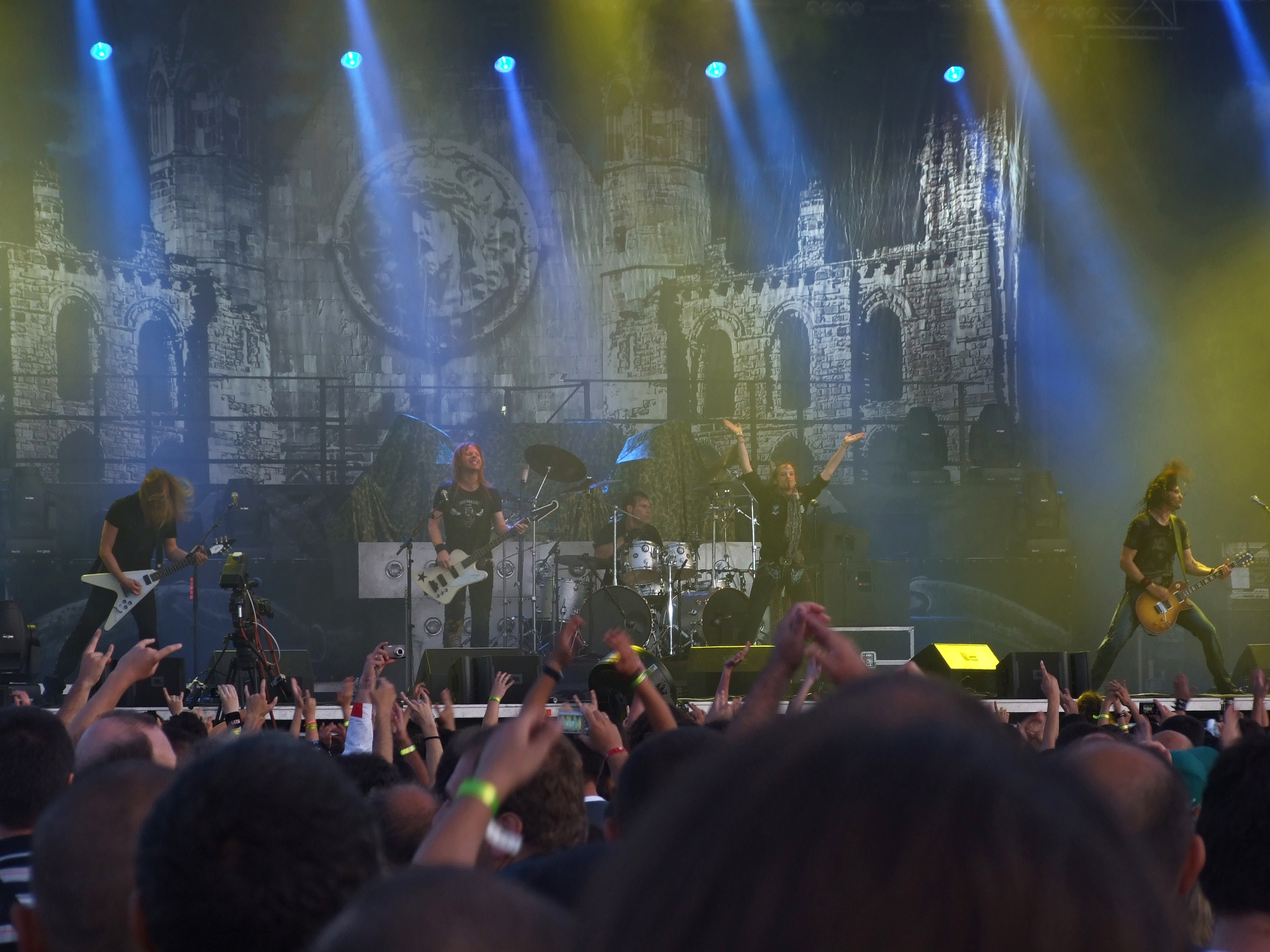
Edguy v roce 2010

V pořadí sedmé studiové album vyšlo na začátku roku 2006 a jmenovalo se Rocket Ride. Skupina na něm již plně spolupracovala s producentem Saschou Paethem, který se postaral také o konečný mix. Ludwig o této spolupráci v roce 2017 řekl, že Paeth pomohl kapele rozvinout se. Stejně jako na předchozích dvou studiových albech; Hellfire Club a Mandrake, i na Rocket Ride hráli Edguy spíše hard rock než power metal a speed metal. K podpoře alba Edguy vyrazili na další velké turné, které obsahovalo mimo jiné i šňůru koncertů v Jižní Americe, kde Edguy nahráli vystoupení v São Paulu, které v roce 2009 vydali na DVD pod názvem Fucking with F***: Live. Album Rocket Ride se nejlépe umístilo na osmé pozici v německé a ve švédské hitparádě.
Na začátku roku 2008 Sammet obnovil svůj vedlejší projekt Avantasia a vydal s ním album The Scarecrow. Poté začal vydávání alb s Avantasií a s Edguy střídat. S Avantasií zároveň také vystoupil v létě 2008 na některých velkých evropských metalových festivalech, předtím ale ještě ve studiu s Edguy nahrál další studiovou desku. Po pár týdnech nahrávání o ní prohlásil, že se „nebude jednat o album typu Mandrake, ani o malého bratříčka Rocket Ride.“ Zároveň řekl, že album „bude jejich vstupenkou do síně slávy po bok skupin Led Zeppelin, Black Sabbath a AC/DC.“ Deska nakonec dostala název Tinnitus Sanctus a vyšla v listopadu 2008. K její propagaci Edguy odehráli v roce 2009 šňůru koncertů téměř po celém světě. Další rok vystupovali převážně v Německu jako předkapela skupiny Scorpions a na evropských festivalech.
Tinnitus Sanctus se oproti předchozímu albu Rocket Ride propadlo na pozicích v evropských hitparádách. V německém žebříčku se umístilo na devatenácté pozici a ve Švédsku až na dvacáté osmé.

### Age of the JokeraSpace Police: Defenders of the Crown(2011–2015)
Zpěvák a skladatel Tobias Sammet začal na devátém albu Edguy pracovat již v roce 2010 a v dubnu 2011 začalo nahrávání ve studiu. Tehdejší novinka dostala název Age of the Joker a vyšla 26. srpna 2011. Na desce Edguy použili sbory, které do té doby Sammet zařazoval spíše do skladeb Avantasie. Podle producenta Saschy Paetha jsou použité sbory pro „heavy metal netypické, jelikož zní mnohem měkčeji.“ To je způsobeno tím, že Edguy použili kombinaci dvou mužských a dvou ženských hlasů.

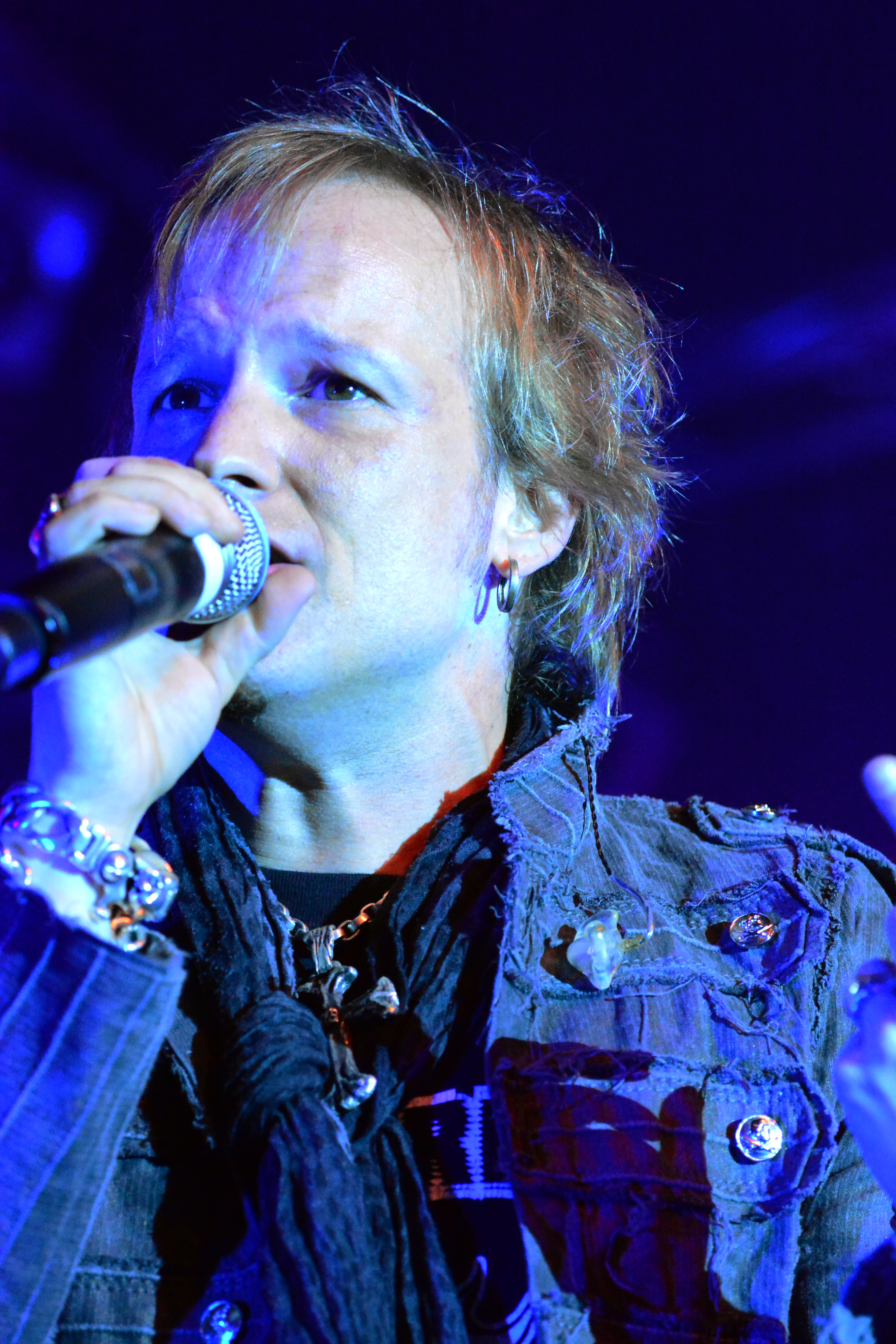
Tobias Sammet (2014)

Deska se do dvou týdnů po vydání umístila na předních příčkách v evropských hitparádách. V německé obsadila třetí pozici a v českém žebříčku desáté místo, přičemž se album stalo první deskou Edguy, která se umístila v české hitparádě. Stejnou pozici poté Edguy s nahrávkou obsadili i ve švédské hitparádě. V první dvacítce prodejnosti se Edguy umístili také ve Švýcarsku, Velké Británii a Finsku. Tento úspěch v hitparádách znamenal, že se deska stala v té době nejúspěšnějším albem Edguy. V rámci podpory alba se Edguy, stejně jako po vydání předchozích nahrávek, zúčastnili velkého turné, které probíhalo v letech 2011 a 2012.
Edguy začali na další studiové desce pracovat v září 2013 poté, co se Sammet vrátil z turné s Avantasií. Vzhledem k tomu, že fanoušci na desku čekali a i zbylí členové skupiny začali na Sammeta s deskou trochu tlačit, zamluvila kapela studio na listopad, přestože ještě neměla moc nápadů. Sammet nakonec podle vlastních slov musel „cíleně hledat inspiraci, ale nakonec byl překvapený, jak snadno to šlo.“ Album bylo pojmenováno Space Police: Defenders of the Crown a vyšlo 18. dubna 2014. Na přebalu byl nakreslen vesmírný policajt, který je podle Sammeta „typický představitel dobra a loví všechny ty hemzáky, podobně jako tomu bylo v Critters.“ Tento obal ovšem mezi fanoušky skupiny vzbudil velké rozpory, část ho označovala za nepovedený a „stupidní“, další části se líbil a připadal jí zábavný.
Album obsadilo druhou příčku v německé, osmé místo v české a dvanáctou pozici ve finské hitparádě. Ve Švýcarsku se v žebříčku Schweizer Hitparade umístilo na třinácté a ve Švédsku na dvacáté osmé pozici. Podle Davida Havleny, redaktora časopisu Spark, dokázali Edguy po delší době napsat hity, které se dají srovnat s jejich písněmi z počátku století. V roce 2014 Edguy v rámci podpory alba vystupovali na celosvětovém turné nazvaném Space Police World Tour a v roce 2015 na některých evropských festivalech.

### 25. výročí a budoucnost Edguy (od 2016)
V lednu 2016 byl Sammet během rozhovoru pro Myglobalmind Webzine o Ghostlights, v té době nově vydaném albu Avantasie, dotázán na 25. výročí Edguy. Tehdy řekl, že kapela zatím nijak neplánuje speciálně toto výročí oslavit. Podle Ludwiga byli ostatní členové připraveni po skončení Sammetova turné s Avanatsií na nové album, ale přibližně v polovině roku Sammet „zcela vyhořel“ a byl kvůli Avantasii vyčerpán, čímž „padl plán na nové album“. Sammetovo prohlášení, že skupina novou desku dělat nebude, tak bylo pro ostatní členy „obrovským zklamáním“. Když se poté situace uklidnila a členové kapely začali řešit, co s Edguy, rozhodli se vydat box set k oslavě čtvrtstoletí existence skupiny. Ten vyšel 14. července 2017 pod názvem Monuments a skládal se celkem ze dvou CD a jednoho DVD. Kapela na něm vydala pět nových písniček, výběr toho nejlepšího z historie Edguy a nevydaná píseň z roku 1995, která nikdy předtím oficiálně nevyšla. Na DVD byl záznam z turné k albu Hellfire Club z roku 2004 a všechny oficiální videoklipy skupiny. V rámci oslav výročí Edguy během podzimu 2017 vystupovali na evropském turné.
Budoucí plány skupiny jsou nejasné a záleží především na Sammetovi, zda dá přednost Edguy nebo Avantasii. Ludwig, dle kterého byla krize z roku 2016 ta největší, která kapelu dosud postihla, postupně pracuje na své první sólové desce, zároveň ale prohlásil, že Edguy je „až moc dobrá kapela na to, aby takhle pomalu umírala“ a že by rozhodně měla pokračovat. Dirk Sauer o současném stavu kapely řekl, že je při řešení problémů optimista a že členové skupiny „za sebou mají mnohem horší situace, než je tahle“. Sám Sammet s Avantasií v únoru roku 2019 vydal studiové album Moonglow. Během rozhovorů k této desce pak uvedl, že se po návratu z turné s Avantasií v roce 2016 rozhodl opustit zažitý harmonogram, kdy střídavě vydával alba Edguy a Avantasie. Dle jeho slov totiž všichni lidé kolem něj věděli, co by měl dělat a Sammet byl tou „mašinerií kolem už otrávený“.

## Hudební styl

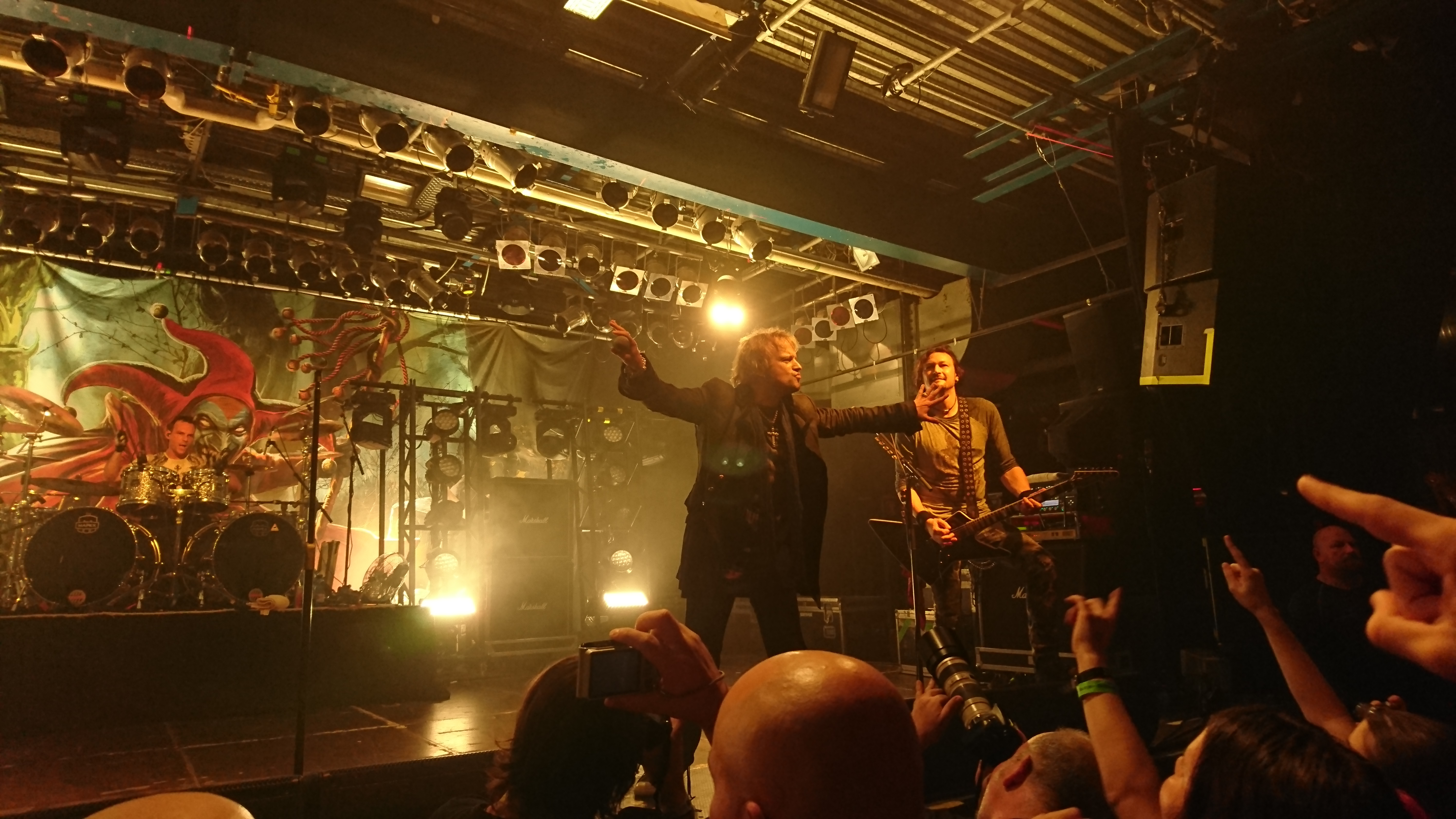
Edguy během koncertu v roce 2017

Kapela původně začínala jako speedmetalová a powermetalová a postupně se propracovávala ke stylu skandinávského heavy metalu, na čemž mělo podíl i nahrávání jejích alb ve finském studiu Finnvox Studios. Od alba Mandrake z roku 2001 se Edguy postupně přibližovali k hard rocku a rocku a tento posun byl dovršen spoluprací s jejich současným producentem Saschou Paethem. Podle zpěváka Tobiase Sammeta ale Paeth nechal skupině volnou ruku v tom, jestli chtějí pokračovat právě ve stylu skandinávského heavy metalu, nebo ne. Sammet na prvních albech skupiny často zpíval v extrémních výškách, po domluvě s Paethem tento styl omezil, stejně jako hlasové vibrato, které často používal. Edguy ve svých skladbách také používají sbory, které Sammet využívá i u svého projektu Avantasia. Podle baskytaristy Edguy, Tobiase Exxela, to je „logické, jelikož je Sammet hlavní skladatel obou kapel.“ Není tak podle něj nutné, „aby se Edguy a Avantasia odlišovali.“ Sám Sammet tvrdí, že mezi skládáním písní pro Avantasii a Edguy nedělá žádné rozdíly a vždy se snaží složit co nejlepší skladby.
Většinu hudby i textů skládá v kapele Sammet, který je zároveň vůdcem skupiny. Podle kytaristy Jense Ludwiga je kapela „demokratická, takže každý může říct svůj názor, ovšem Tobi pak rozhodne, co je pro kapelu nejlepší.“ Přestože skladby skládá Sammet, kapela společně zkouší, natáčí dema a diskutuje nad tím, jak by písnička mohla znít. Ve výsledku tedy mají na skladbách podíl všichni členové skupiny. Texty jsou obvykle myšleny vážně, ale většinou mají humorný podtext a spousty vtipných a sarkastických vsuvek. Kromě klasických rockových prvků (kytara, baskytara a bicí) ve svých skladbách Edguy občas využívají i klávesy a některé další symfonické prvky, jako například Hammondovy varhany v písni „Robin Hood“ z alba Age of the Joker. Album Hellfire Club nahrávali spolu se živým symfonickým orchestrem.
Od roku 1998, kdy došlo k výměně bubeníka a příchodu baskytaristy, jehož post do té doby zastával Sammet, hrají Edguy ve stejné sestavě.

## Členové
- Tobias Sammet – zpěv, klávesy, baskytara (od 1992);
- Jens Ludwig – kytara, doprovodný zpěv (od 1992);
- Dirk Sauer – kytara, doprovodný zpěv (od 1992);
- Tobias Exxel – basová kytara, doprovodný zpěv (od 1998);
- Felix Bohnke – bicí (od 1998).

Bývalí členové
- Dominik Storch – bicí (1992–1998).

## Diskografie
- Kingdom of Madness (1997),
- Vain Glory Opera (1998),
- Theater of Salvation (1999),
- The Savage Poetry (2000),
- Mandrake (2001),
- Hellfire Club (2004),
- Rocket Ride (2006),
- Tinnitus Sanctus (2008),
- Age of the Joker (2011),
- Space Police: Defenders of the Crown (2014).